# Стадниченко Агнеса Полікарпівна
Агнеса Полікарпівна Стадниченко (18 вересня 1935) — український вчений-біолог. Доктор біологічних наук, професор. Академік АН ВШ України з 2008 р.

## Життєпис
Народилася у м. Пирятин на Полтавщині в родині педагогів. У 1953 р. закінчила із золотою медаллю Львівську середню школу № 13. З 1953 по 1958 р. навчалася у Львівському державному університеті ім. Івана Франка на біологічному факультеті. У 1958–1964 рр. викладала біологію і хімію спочатку в 40-ій восьмирічній, пізніше — хімію в 15-ій середній школі м. Львова. У жовтні 1964 р. була зарахована до аспірантури при кафедрі зоології Львівського державного університету. З 1968 до 1971 р. — в. о. доцента кафедри іхтіології, голова методоб'єднання «Іхтіологія та гідробіологія», в. о. завідувача кафедрою іхтіології та гідробіології. З 1973 р. по 2015 рр. — зав. кафедрою зоології Житомирського державного університету ім. Івана Франка. У 1968 р. захистила кандидатську дисертацію, а у 1982 р. — докторську.

## Наукова діяльність
Область наукових інтересів: зоологія (малакологія), паразитологія, гельмінтологія, екологія. У 1976 р. започаткувала наукову малакологічну школу.
Автор і співавтор близько 450 наукових праць, з них 4 — одноосібні монографії, а 15 — монографії написані у співавторстві; понад 30 навчально-методичних посібників.
Підготувала 15 кандидатів наук, з яких четверо стали лауреатами премії Президента України, а двоє — премії НАНУ (для молодих вчених), а також двох учнів загальноосвітніх шкіл Житомира — лауреатів Міжнародних олімпіад з екології (м. Анталія, 2000 р. — бронзова, м. Стамбул, 2009 р. — срібна медаль).
Очолює Житомирські філії Українського наукового товариства паразитологів і Українського гідроекологічного товариства. Є членом редколегії двох наукових часописів — «Вісника Житомирського державного університету», «Вісника Житомирського національного агроекологічного університету».
Заслужений працівник народної освіти України (1996), почесний професор Житомирського державного університету (2004). Відмінник народної освіти, ветеран праці. Нагороджена знаками «Софія Русова», «За наукові досягнення», «Федерація науковців України» та ін.